# Parrocchie della diocesi di Pescia
Le parrocchie della diocesi di Pescia sono 42 e sono distribuite in comuni e frazioni delle provincie di Pistoia, Lucca e Firenze..

## Eccezioni all'estensione della diocesi
A causa delle delimitazioni storiche sopra citate, la diocesi talvolta non comprende del tutto un territorio comunale, lasciando alcune parrocchie alle diocesi limitrofe. I casi in proposito sono:
- Pescia, frazioni di Collodi, Medicina, Pontito, S. Quirico, Stiappa, Veneri, fanno parte dell'arcidiocesi di Lucca;
- Altopascio, la frazione di Badia Pozzeveri fa parte dell'arcidiocesi di Lucca;
- Fucecchio solo la frazione di Massarella è compresa nella diocesi, il resto del comune è nella Diocesi di San Miniato.

## Vicariato di Pescia
Comprende le parrocchie del centro storico di Pescia e di alcune frazioni del comune, le parrocchie del comune di Uzzano e alcune di quello di Buggiano. La popolazione del territorio ammonta a 27.749 unità.
| Parrocchia                                                             | Patrono                                     | Comune   | Frazione/Quartiere       | Popolazione | Web |
| ---------------------------------------------------------------------- | ------------------------------------------- | -------- | ------------------------ | ----------- | --- |
| Cattedrale                                                             | Santa Maria Assunta e San Giovanni Battista | Pescia   | Rione Santa Maria        | 3.314       |     |
| Maria Ss. Assunta in Cielo                                             | Santa Maria Assunta                         | Pescia   | Castellare               | 5.360       |     |
| San Michele Arcangelo (chiesa)                                         | San Michele Arcangelo                       | Pescia   | Rione San Michele        | 2.730       |     |
| Santi Stefano e Nicolao (chiesa)                                       | Santo Stefano martire e San Nicola          | Pescia   | Rione Ferraia            | 1.550       |     |
| Santi Lorenzo e Stefano                                                | San Lorenzo martire e Santo Stefano martire | Pescia   | San Lorenzo a Cerreto    | 140         |     |
| San Matteo e Colombano (chiesa)                                        | San Matteo evangelista e San Colombano      | Pescia   | Pietrabuona              | 341         |     |
| Santi Pietro e Paolo Apostoli                                          | San Pietro apostolo e San Paolo apostolo    | Pescia   | Sorana                   | 208         |     |
| Santi Sisto e Martino (chiesa)                                         | San Sisto e San Martino di Tours            | Pescia   | Vellano                  | 569         |     |
| Santi Tommaso e Ansano (chiesa)                                        | San Tommaso apostolo e Sant'Ansano          | Pescia   | Castelvecchio di Vellano | 210         |     |
| Santi Jacopo e Martino (chiesa)                                        | San Jacopo e San Martino di Tours           | Uzzano   | Uzzano Castello          | 329         |     |
| Santa Lucia Vergine e Martire (chiesa)                                 | Santa Lucia                                 | Uzzano   | Santa Lucia Uzzanese     | 3.546       |     |
| Immacolata Concezione (chiesa)                                         | Immacolata Concezione di Maria              | Uzzano   | Torricchio               | 1.886       |     |
| San Pietro Apostolo (chiesa)                                           | San Pietro Apostolo                         | Buggiano | Borgo a Buggiano         | 3.440       |     |
| Annunciazione del Signore (chiesa)                                     |                                             | Buggiano | Santa Maria in Selva     | 3.790       |     |
| Maria SS. della Salute e San Nicolao Vescovo (chiesa)                  | San Nicola                                  | Buggiano | Buggiano Castello        | 234         |     |
| Santi Michele e Frediano (Chiesa dei Santi Michele e Frediano\|chiesa) | San Michele Arcangelo e San Frediano        | Buggiano | Malocchio                | 102         |     |

## Vicariato di Chiesina Uzzanese
Comprende le parrocchie dei comuni di Chiesina Uzzanese, Ponte Buggianese, Montecarlo, Altopascio (tranne Badia Pozzeveri) e una parrocchia del comune di Fucecchio. La popolazione del territorio ammonta a 27.979 unità.
| Parrocchia                                                    | Patrono                                     | Comune            | Frazione/Quartiere          | Popolazione | Web |             |
| ------------------------------------------------------------- | ------------------------------------------- | ----------------- | --------------------------- | ----------- | --- | ----------- |
| Maria SS. della Neve (chiesa)                                 | Madonna della Neve                          | Chiesina Uzzanese | Chiesina Uzzanese           | 4.052       |     |             |
| San Pietro in Campo e Sant'Andrea apostolo (chiesa1, chiesa2) | San Pietro apostolo e Sant'Andrea apostolo  | Montecarlo        | Montecarlo                  | 3.226       |     |             |
| SS. Salvatore                                                 |                                             | Montecarlo        | San Salvatore di Montecarlo | 1.080       |     |             |
| San Jacopo Maggiore (chiesa)                                  | San Giacomo apostolo                        | Altopascio        | Altopascio                  | 6.000       |     |             |
| Santa Maria ad Martyres                                       |                                             | Altopascio        | Marginone                   | 1.641       |     |             |
| San Michele Arcangelo                                         | San Michele Arcangelo                       | Altopascio        | Spianate                    | 3.124       |     |             |
| chiesa di San Michele Arcangelo                               | Madre del Buon Consiglio                    | Ponte Buggianese  | Ponte Buggianese            | 5.850       |     | d:Q1276966  |
| San Francesco da Paola e Sant'Antonio Abate                   | San Francesco da Paola e Sant'Antonio Abate | Ponte Buggianese  | Anchione                    | 770         |     |             |
| San Leopoldo                                                  | San Leopoldo il Pio                         | Ponte Buggianese  | Albinatico                  | 1.312       |     | d:Q55974008 |
| Santa Maria                                                   |                                             | Fucecchio         | Massarella                  | 924         |     |             |

## Vicariato di Montecatini Terme
Comprende le parrocchie dei comuni di Montecatini Terme, Massa e Cozzile e una parrocchia del comune di Buggiano. La popolazione del territorio ammonta a 29.314 unità.
| Parrocchia                   | Patrono                | Comune            | Frazione/Quartiere | Popolazione | Web |
| ---------------------------- | ---------------------- | ----------------- | ------------------ | ----------- | --- |
| Santa Maria Assunta (chiesa) | Santa Maria Assunta    | Montecatini Terme | Montecatini Terme  | 5.154       |     |
| Corpus Domini                |                        | Montecatini Terme | Montecatini Terme  | 5.300       |     |
| Sant'Antonio da Padova       | Sant'Antonio da Padova | Montecatini Terme | Montecatini Terme  | 6.241       |     |
| San Francesco d'Assisi       | San Francesco d'Assisi | Montecatini Terme | Montecatini Terme  | 2.300       |     |
| San Pietro Apostolo (chiesa) | San Pietro Apostolo    | Montecatini Terme | Montecatini Alto   | 1.200       |     |
| SS. Trinità                  |                        | Montecatini Terme | Nievole            | 710         |     |
| San Lorenzo martire (chiesa) | San Lorenzo martire    | Buggiano          | Colle di Buggiano  | 384         |     |
| Santa Maria Assunta (chiesa) | Santa Maria Assunta    | Massa e Cozzile   | Massa              | 1.426       |     |
| Santa Rita da Cascia         | Santa Rita da Cascia   | Massa e Cozzile   | Margine Coperta    | 3.499       |     |
| Santissima Trinità           |                        | Massa e Cozzile   | Traversagna        | 3.100       |     |

## Vicariato di Monsummano Terme
Comprende le parrocchie dei comuni di Monsummano Terme e Pieve a Nievole. La popolazione del territorio ammonta a 29.928 unità.
| Parrocchia                                         | Patrono                                     | Comune           | Frazione/Quartiere | Popolazione | Web | Item Wikidata |
| -------------------------------------------------- | ------------------------------------------- | ---------------- | ------------------ | ----------- | --- | ------------- |
| Maria SS. della Fontenova (chiesa)                 |                                             | Monsummano Terme | Monsummano Terme   | 10.885      |     |               |
| Maria SS. Madre della Chiesa                       |                                             | Monsummano Terme | Pozzarello         | 3.002       |     |               |
| San Leopoldo                                       | San Leopoldo il Pio                         | Monsummano Terme | Cintolese          | 5.000       |     |               |
| San Michele Arcangelo (chiesa)                     | San Michele Arcangelo                       | Monsummano Terme | Montevettolini     | 1.512       |     |               |
| Santi Marco Evangelista e Pietro Apostolo (chiesa) | San Marco Evangelista e San Pietro Apostolo | Pieve a Nievole  | Pieve a Nievole    | 9.529       |     |               |
| Cristo Redentore (chiesa)                          | Cristo Redentore                            | Monsummano Terme | Monsummano Terme   |             |     | d:Q3667893    |